# LG Hockey Games 2008
Gli LG Hockey Games 2008 furono la 3ª edizione degli LG Hockey Games, la 18ª da quando fu istituito il torneo nel 1991 con il nome di Sweden Hockey Games. La manifestazione, parte dell'Euro Hockey Tour, si tenne, come vuole tradizione, a Stoccolma, in Svezia.
Fu la Russia, che poi si sarebbe aggiudicata anche l'EHT, a vincere il torneo.
La prima partita, fu giocata a Tampere, in Finlandia, secondo quanto prescrive il regolamento dell'EHT.

## Classifica finale
| Squadra   | PG | V | P | N | GF | GS | Pt. | VOT | POT | VR | PR |
| --------- | -- | - | - | - | -- | -- | --- | --- | --- | -- | -- |
| Russia    | 3  | 2 | 0 | 1 | 11 | 7  | 6   | 0   | 0   | 0  | 0  |
| Finlandia | 3  | 2 | 0 | 1 | 8  | 7  | 6   | 0   | 0   | 0  | 0  |
| Svezia    | 3  | 1 | 0 | 2 | 8  | 8  | 3   | 0   | 0   | 0  | 0  |
| Rep. Ceca | 3  | 1 | 0 | 2 | 7  | 12 | 3   | 0   | 0   | 0  | 0  |

Legenda: PG = partite giocate; V = vittorie; P = sconfitte; N = pareggi; GF e GS = gol fatti e gol subiti; Pt. = punti; VOT e POT = vittorie e sconfitte dopo i tempi supplementari; VR e PR = vittorie e sconfitte dopo i tiri di rigore

## Risultati
| 7 febbraio 2008 17:15 GMT  | Finlandia | 6-1 (2-0, 3-0, 1-1) | Rep. Ceca | Hakametsä Tampere, Finlandia            |
| 7 febbraio 2008 19:00 GMT  | Russia    | 4-3 (1-0, 1-1, 2-2) | Svezia    | Stockholm Globe Arena Stoccolma, Svezia |
| 9 febbraio 2008 12:00 GMT  | Finlandia | 0-5 (0-0, 0-2, 0-3) | Russia    | Stockholm Globe Arena Stoccolma, Svezia |
| 9 febbraio 2008 15:30 GMT  | Svezia    | 4-2 (0-1, 1-1, 3-0) | Rep. Ceca | Stockholm Globe Arena Stoccolma, Svezia |
| 10 febbraio 2008 12:00 GMT | Rep. Ceca | 4-2 (0-1, 4-1, 0-0) | Russia    | Stockholm Globe Arena Stoccolma, Svezia |
| 10 febbraio 2008 15:30 GMT | Svezia    | 1-2 (1-1, 0-1, 0-0) | Finlandia | Stockholm Globe Arena Stoccolma, Svezia |

## Migliori giocatori
Giocatori nominati dal comitato organizzatore:
- Miglior portiere:  Semën Varlamov
- Miglior difensore:  Kenny Jönsson
- Miglior attaccante:  Maksim Sušinski

Squadra ideale nominata dai media:
- Semën Varlamov, portiere
- Ilya Nikulin, difensore
- Kenny Jönsson, difensore
- Maksim Sušinski, attaccante
- Tony Mårtensson, attaccante
- Mattias Weinhandl, attaccante